# Tsingy

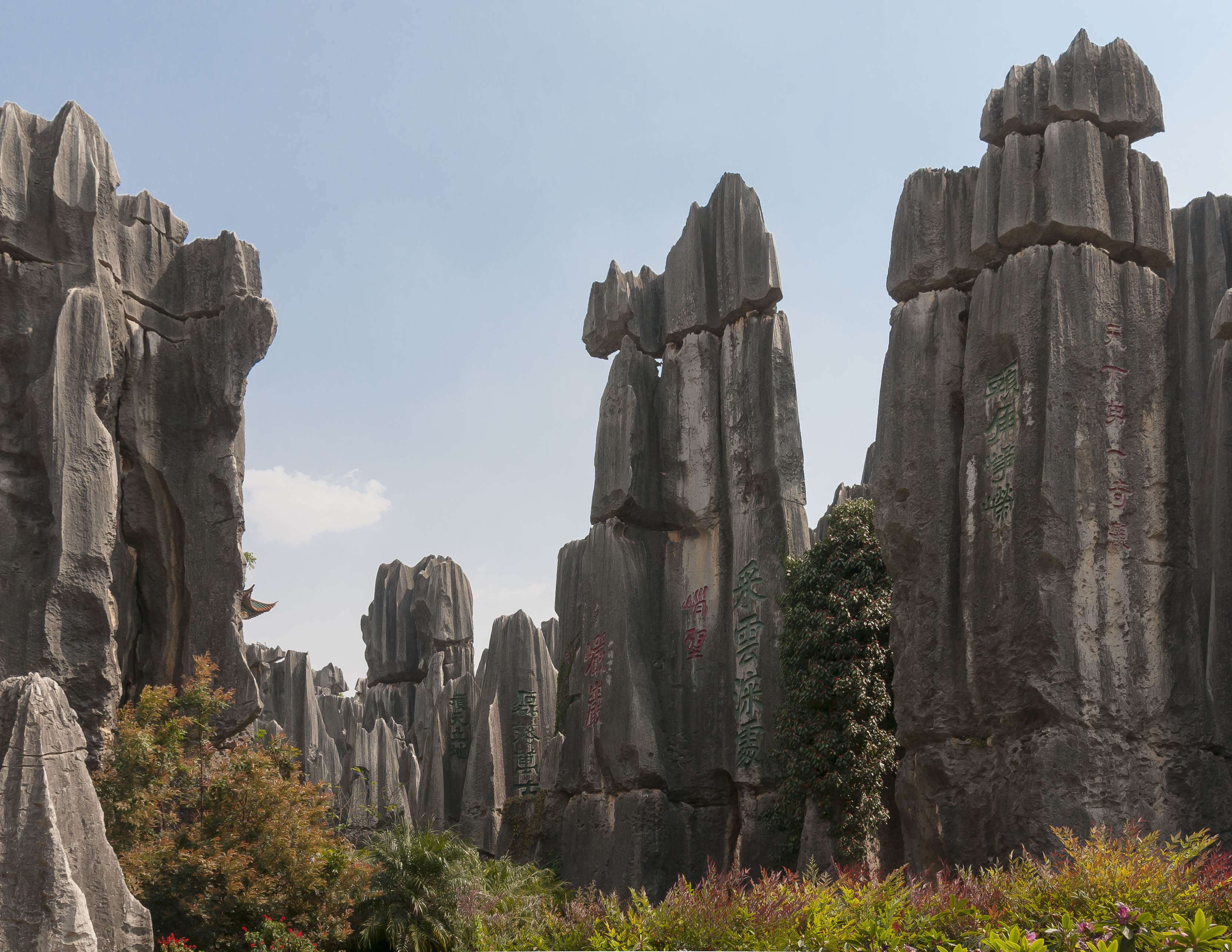
Des tsingy formant des « forêts de pierre » au Yunnan.

Un tsingy (mot malgache signifiant « aiguille ») désigne un type de forme topographique visible dans plusieurs régions de Madagascar. Appliqué au modelé karstique du domaine tropical et subtropical, ce mot est apparu dès 1959 dans le vocabulaire de géomorphologie en langue française, avant d'être repris dans divers manuels et glossaires ,. Il a également donné son nom à une aire protégée de Madagascar : les Tsingy de Bemaraha. Un tsingy est un bloc de roche carbonatée effilé, voire aigu, parfois haut de plus de 60 mètres, un pinacle, résultat d'un phénomène de dissolution et de guillochage ; il peut également s'appliquer à un ensemble de ces blocs séparés par de longs et profonds couloirs.   

## Exemples

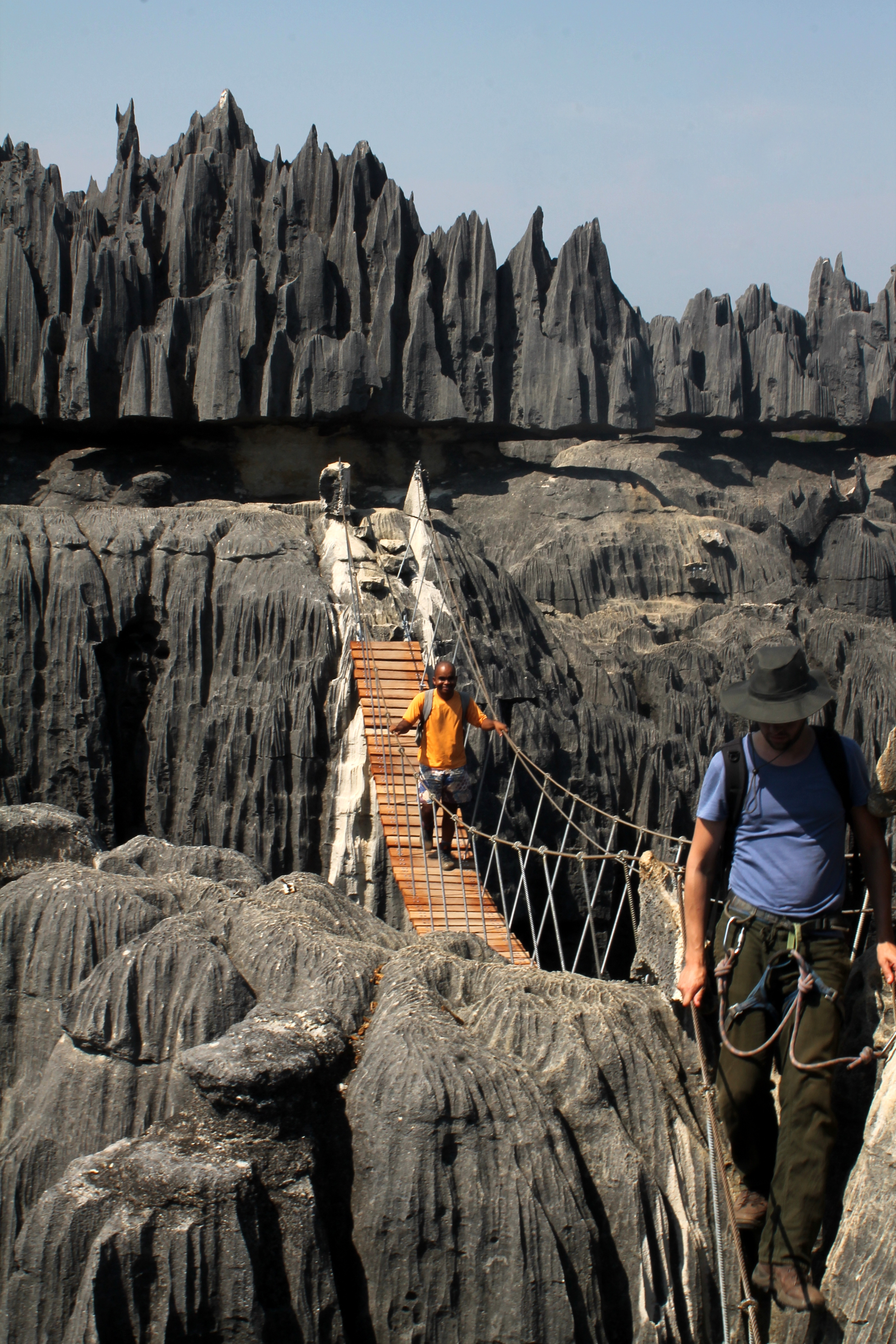
Certains tsingy de Madagascar ont été aménagés pour le tourisme dans le cadre d'aires protégées.

Les tsingy de l'Ankarana ont été décrits par G. Rossi. J.-N. Salomon a fait la même chose pour les tsingy observables au Bemaraha. Il existe également des karst de ce type dans le Parc national du Tsingy de Namoroka.
En Chine, les forêts de pierre du karst de Shilin et de Lunan doivent être considérées comme des tsingy .   
On peut également considérer certaines des formes décrites comme des « pinacles »  à Bornéo et en Nouvelle-Guinée comme des tsingy.

## Formation

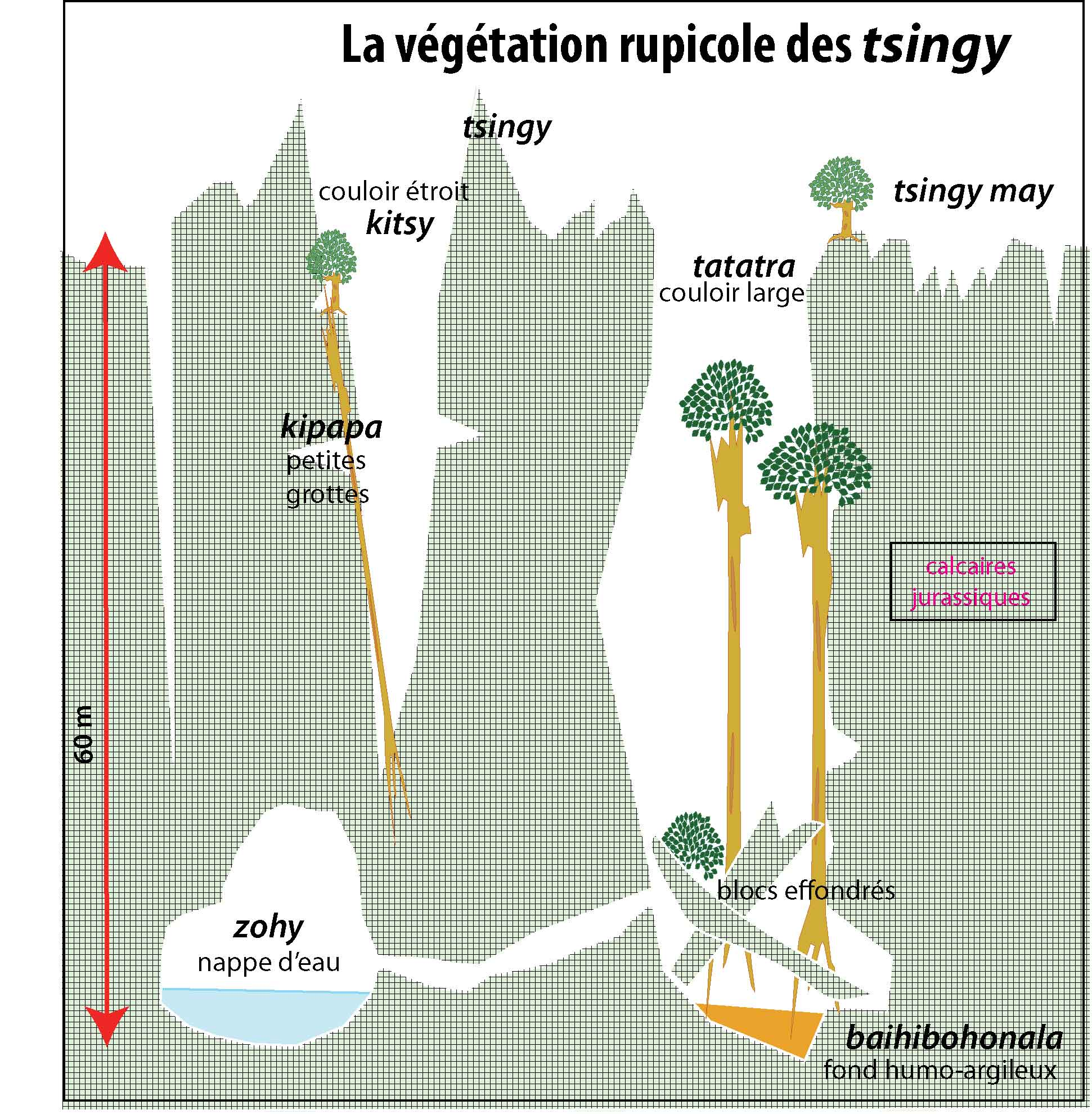
Un tsingy dans la région des Tsingy de Bemaraha.

En 2020, grâce à des simulations réalisées avec du sucre, des chercheurs de l'université de New York ont émis l'hypothèse que les tsingy se formaient par un phénomène de dissolution et de circulation gravitaire de l'eau le long des parois de blocs qui s'affinent ainsi progressivement dans leur partie haute.
La végétation qui se développe sur les tsingy est considérée comme appartenant aux milieux rupicoles.